# Scotinotylus provo
Scotinotylus provo är en spindelart som först beskrevs av Chamberlin 1948.  Scotinotylus provo ingår i släktet Scotinotylus och familjen täckvävarspindlar. Inga underarter finns listade i Catalogue of Life.